# January (lied)
"January" is een nummer van de Schotse rockband Pilot. Geschreven door gitarist en zanger David Paton en geproduceerd door Alan Parsons, werd het in januari 1975 uitgebracht door EMI Records als opvolger van de doorbraaksingle "Magic" van de band. "January" leverde Pilot hun enige nummer 1-hit op in het Verenigd Koninkrijk, Ierland en Australië. In Vlaanderen bereikte het nummer de 23e plaats in de Ultratop.